# 范陽邁2世
范陽邁2世（はんようまい2せい、ベトナム語: Phạm Dương Mại II, 407年? - 446年）は、チャンパ王国（林邑国）第3王朝の第2代国王（在位：425年? - 446年）。

## 生涯
范陽邁1世の子。初名を范咄（ベトナム語: Phạm Xót）といったが、父王の死後に即位すると、父にあやかって「陽邁」と改名した。430年に南朝宋に遣使して交州と睦まじくしないことを伝え、許しを求めた。翌431年には百隻余りの船団をもって日南郡に侵攻した。婚儀に出かけて不在であった時に、交州刺史の阮弥之の反撃を受け、その従弟の奮威将軍阮謙之率いる軍にクルンを包囲されたが、暴風雨の影響もあって持ちこたえることができた。范陽邁2世は交州を攻めようとして扶南王シュリ・インドラヴァルマン1世に援兵を求めたが、断られた。432年5月には宋に朝貢の使者を送り、以前のように日南郡をチャンパに帰属させるように求めたが、文帝に道が遠いことを理由に拒絶された。以降も433年・436年・437年・440年に朝貢を行ったがなおも交州への侵攻をやめなかった。
446年2月、文帝は宋に朝貢しながらも物品が少なく、さらにはしばしば交州を劫掠していることを理由に交州刺史の檀和之に林邑討伐を命じ、振武将軍宗愨の率いる軍が侵攻してきた。宋軍が先鋒を蕭景憲としたのを聞いて恐れた范陽邁2世は金銀を贈って、侵略した日南郡の民戸を返そうとしたが、大臣の䓯僧達（『南斉書』では昪僧達、『南史』では愺僧達とする）に諌められて翻意した。帰順する気があるか宋軍から府戸曹参軍の姜仲基が遣わされてきたが、これを捕らえたために檀和之の怒りを招いた。大帥の范扶龍が守るクルンが宋軍に包囲されると将軍の范毗沙達を范扶龍の救援に差し向けた。しかし、范毗沙達は宗愨の伏兵に遭って敗北し、5月には范扶龍も敗死してクルンは陥落した。
さらに勢いに乗じた宋軍が王都シンハプラに迫ると、范陽邁2世は戦象を出して応戦した。しかしこれも宗愨の機転によって宋軍が獅子を模ったものを立てると、象は驚いて逃走したために大敗を喫した。范陽邁2世はその子とともに逃亡し、シンハプラも宋軍の手に落ちて黄金数十万金を奪われた。宋軍が引き上げた後にシンハプラに戻ったが、家屋が荒らされて人もまばらな有様を見て憤り、心臓発作を引き起こして死去した。 

## 参考資料
- George Cœdès (May 1, 1968). The Indianized States of South-East Asia. University of Hawaii Press. ISBN 978-0824803681
- Geetesh Sharma (2010). Traces of Indian Culture in Vietnam. Rajkamal Prakashan. ISBN 978-8190540148
- 石井米雄、桜井由躬雄 編『東南アジア史 I 大陸部』山川出版社〈新版 世界各国史 5〉、1999年12月20日。ISBN 978-4634413504。
- 『宋書』巻九十七 列伝第五十七 夷蛮
- 『南斉書』巻五十八 列伝第三十九 林邑国
- 『梁書』巻五十四 列伝第四十八 林邑国
- 『南史』巻七十八 列伝第六十八 林邑国
- 『越史略（中国語版）』巻上 歴代守任
- 『大越史記全書』外紀巻之四 属呉晋宋斉梁紀
- 『水経注』巻三十六 鬱水